# قلعه جنگی

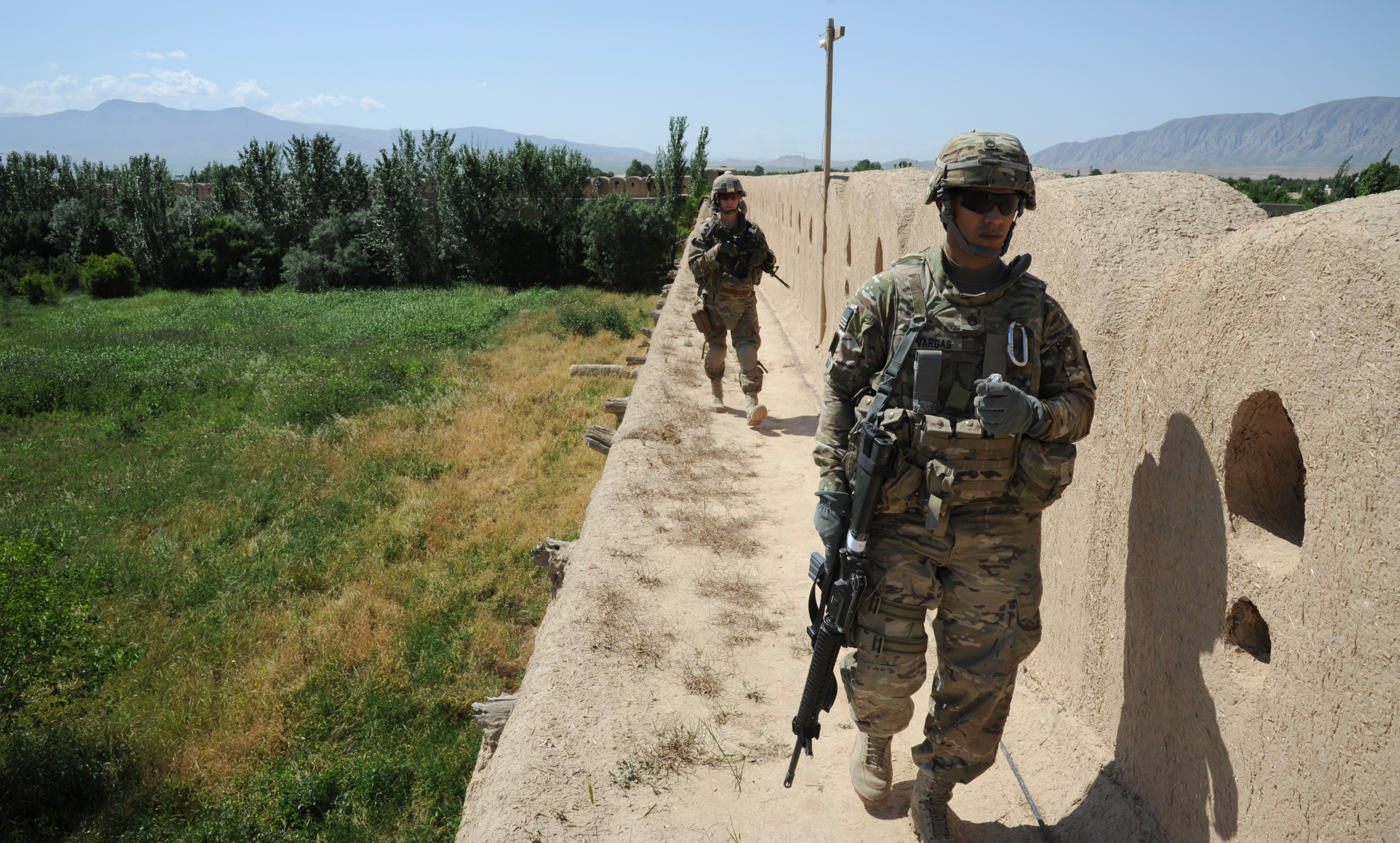
نیروهای آمریکایی در حال گشت‌زنی در اطراف دیوارهای قلعه جنگی در سال ۲۰۰۸.

قلعه جنگی (انگلیسی: Qala-i-Jangi) یک قلعه قرن نوزدهم است که در نزدیکی مزار شریف در شمال افغانستان واقع شده‌است. این قلعه به دلیل اینکه محل شورش خونین طالبان در سال ۲۰۰۱  که در آن حداقل ۴۷۰ نفر از جمله جانی مایکل سپن، مامور سیا کشته شدند، به نبرد قلعه جنگی شناخته شده است.

## تاریخچه
این قلعه در سال ۱۸۸۹ توسط عبدالرحمن‌خان، "امیر سگ و فرصت طلب" قرن نوزدهم، اولین حاکمی که افغانستان را هزاران پارچه کرد، ساخته شد. سپس به نام روستای نزدیک به دهدادی معروف شد. این بنا با بودجه بریتانیا برای دفاع در برابر تهاجم روسیه و هم برای سرکوب شورش‌های قبایل ازبک ساخته شد. عبدالرحمن‌خان این قلعه را «بزرگترین و قوی‌ترین قلعه‌ای که تا به حال در افغانستان ساخته شده است» توصیف کرد. برای تکمیل آن ۱۸۰۰۰ کارگر ۱۲ سال طول کشید. در سال ۱۹۲۹ حدود ۳۰۰ سرباز روس در داخل قلعه توسط ۲۰۰۰۰ ترکمن محاصره شدند. احتمالاً نام قلعه جنگی تا دهه ۱۹۴۰ بر روی این قلعه گذاشته نشده بود.

## توضیحات
در سال ۲۰۰۱، این قلعه ۶۰۰ یارد (۵۵۰ متر) طول و ۳۰۰ یارد (۲۷۰ متر) عرض داشت. این قلعه از تیرهای چوبی، گل و کاه ساخته شده بود. در هر گوشه یک برج گلی ۸۰ فوت (۲۴ متر) ارتفاع و ۱۵۰ فوت (۴۶ متر) عرض داشت. این شهر یک شهر محصور بود که با دیواری به طول ۸۰ فوت (۲۴ متر) به حیاط شمالی و جنوبی تقسیم می‌شد. این مسجد یک گنبدی طلایی داشت و یک «خانه صورتی» به مساحت ۷۵ فوت (۲۳ متر) بود که در دهه ۱۹۸۰ توسط اتحاد جماهیر شوروی به عنوان یک مرکز پزشکی در این قلعه ساخته شد. در ۲۶ نوامبر ۲۰۰۱، برج شمال شرقی به اشتباه با شلیک یک موشک JDAM  توسط آمریکایی‌ها منهدم شد.